# 周榮 (成化進士)
周榮（1440年—？），江西饒州府樂平縣人，民籍，明朝政治人物。進士出身。

## 生平
早年出身國子生，江西鄉試第二十八名。成化十四年（1478年）戊戌科會試第一百六十三名，殿試登進士第二甲第一百名。

## 家族
父亲周公傑。母黄氏。慈侍下。娶吴氏，继娶朱氏。